# Blauw (album van The Scene)
Blauw is een album van de Nederlandse popgroep The Scene, uitgebracht in 1990. Het was het vierde studioalbum en eerste volledig Nederlandstalige album van de groep. Muziekproducent was Rick de Leeuw van Tröckener Kecks.

## Ontvangst
Het album wordt enthousiast ontvangen, niet alleen in Nederland maar ook in Vlaanderen. De titelsong Blauw wordt er een hit. Een jaar later krijgt dat succes in België zijn bekroning, doordat de band wordt uitgenodigd te spelen op het internationale  Torhout-Werchter-festival. Het optreden op dit festival wordt later uitgebracht als livealbum The Scene Live.
De single Blauw wordt ook in Nederland alsnog een Top 20-hit. Het album haalde in Nederland de Album Top 100 met twaalf weken met een piek op plaats 41. Het kreeg geen notering in de Vlaamse albumlijst. In 1991 werd het onderscheiden met een Edison.

## Nummers
| Nr. | Titel                             | Schrijver(s) | Duur |
| --- | --------------------------------- | ------------ | ---- |
| 1.  | Blauw                             | Thé Lau      | 4:36 |
| 2.  | Iedereen is van de wereld         | Thé Lau      | 3:46 |
| 3.  | Rigoreus                          | Thé Lau      | 5:05 |
| 4.  | De stem die fluistert in de nacht | Thé Lau      | 2:57 |
| 5.  | Geloof                            | Thé Lau      | 4:37 |

| Nr. | Titel           | Schrijver(s) | Duur |
| --- | --------------- | ------------ | ---- |
| 6.  | Brand           | Thé Lau      | 5:14 |
| 7.  | Tijd is kort    | Thé Lau      | 3:20 |
| 8.  | Wereld          | Thé Lau      | 3:16 |
| 9.  | Sex of fantasie | Thé Lau      | 4:56 |
| 10. | Opgejaagd       | Thé Lau      | 3:28 |

## Muzikanten
The Scene:
- Thé Lau - zang, gitaar
- Emilie Blom - bas, zang
- Jeroen Booy - drums
- Eus van Someren - gitaar
- Otto Cooymans - toetsen

Gasten:
- Rob de Weerd - zang
- Rob Kruisman - saxofoon
- Rick de Leeuw - productie